# 變臉 (異世奇人)
〈變臉〉（英語：The Idiot's Lantern）是英國科幻電視劇《異世奇人》系列2的第7集，於2006年5月27日在BBC One首播。這集的劇本由馬克·加蒂斯編寫，並由尤若斯·林恩執導。在演員方面，除了固有的大衛·田納特飾演博士和比莉·派佩飾演羅斯·泰勒外，扮演外星生物「電線人」（The Wire）的莫林·莉普曼也是主角。
本集以伊莉莎伯二世登基為背景，講述星際罪犯「電線人」打算利用電視吸食觀眾的靈魂，以取得足夠的能量逃離地球。最終，這集共有676萬人收看，並取得混合的評價。

## 劇情
博士本想帶泰勒去1950年代的紐約，卻意外地去了同一時代的倫敦。泰勒發現這兒的不少居所也裝有電視天線，這讓她感到不可思議，因當時擁有一台電視機是甚為奢侈的事。為此，他們到一家電器店查問。電器店的主人馬珀承認他以低價出售電視，為的是使更多的人能看到即將舉行的伊莉莎伯二世登基大典。其間，二人又目睹一些人被警察神秘地帶走。於是，二人又拜訪一戶名為干路士的家庭。湯米·干路士告訴博士他的祖母在某天晚上突然失去了臉部。此時，警察破門而入，把湯米的祖母帶走。博士與泰勒決定兵分兩路：前者蹤跡警察；後者則再次到訪電器店。在電器店，泰勒發現一個名為「電線人」（The Wire）的外星生物躲藏在電視為內，電線人直言是她威迫馬珀以廉價出售電視，以讓更多的人能夠觀看伊莉莎伯二世的登基大典。介時，她會通過電視吸食觀眾的靈魂，以取得足夠的能量逃離地球，而早前一些失去了臉部的人正是被她吸走靈魂的。語畢，電線人也一併吸走泰勒的靈魂。
另一邊廂，博士追蹤成功，探長保素坦言他對社區的居民忽然變成無臉人一事毫無頭緒，唯一可做的就是把他們關起來，以安定群眾的情緒。此時，警察又帶來一批失去了臉部的人，其中包括泰勒在內。因此，博士帶同保素等人來到電器店。電線人試圖吸取博士的靈魂，但在博士的極力反抗下而未能得逞。「電線人」於是展開下一步的計劃﹕她移動至一台可攜電視，並要脅馬珀把這台電視掛在亞歷山德拉宮發射站，這麼一來，她的能量就足以在登基大典之時吸食所有觀眾的靈魂。為阻止電線人的陰謀，博士追從到發射站，並製作了一Betamax卡式錄影帶，把電線人埋藏在裡面，被電線人吞噬者的臉全恢復正常。危機解除後，長期欺壓家人的男主人艾迪·干路士被趕了出去，但羅斯說服湯米與父親和解。

## 製作
《變臉》一集的劇本由馬克·加蒂斯編寫。此前，他曾為第九任博士的《借屍還魂》當編劇，也曾編寫過數部《異世奇人》廣播劇的劇本和衍生小說。這集的英文標題為「傻瓜的燈籠」是由作家加雷思·羅拔士提出的，蓋因其父常用這詞來形容電視機。本集主要在倫敦的麥斯威山和亞歷山德拉宮取景，而電器店的外部則拍攝於卡迪夫的布倫海姆街。

## 發行和反響
《變臉》於2006年5月27日晚上在BBC One首播。收視報告指，當晚共有632萬人通過電視收看這集，最高峰時觀看人數為778萬人，收視率達32.2%。在最後的收視報告則指，當晚的收看人數是676萬人，為當天的收視之冠.。欣賞指數的得分是84。
這集取得混合的評價。《SFX》在5星為滿分下給這集4星，並指這集「不實際」，「對於事事都要解釋的觀眾來說，他們是不能接受的」。不過，該雜誌同時指看這集是「一件樂事」，又讚揚尤若斯·林恩的執導。IGN在10分為滿分下只給了這集6.8分，發現這集有不少邏輯上的錯誤，而且「不甚有趣」。數位間諜對劇本感到失望，認為故事過於簡單，並指飾演「電線人」的莫林·莉普曼「不夠可怕」，而湯米的父親則「令人討厭」。《衛報》也不喜歡這集，覺得這集「太說教」。

## 資料來源
1. ↑  Andrew Pixley. . Doctor Who Special Edition No. 14 – The Doctor Who Companion: Series Two. 2006: 62–69.
2. ↑  . The Locations Guide.   [2015-06-27]. （原始内容存档于2015-09-05）.
3. ↑  .   [2015-06-27]. （原始内容存档于2008-07-12）.
4. ↑  Doctor Who Magazine: Series Two Companion (Royal Tunbridge Wells, Kent: Panini Comics). 2006-11-09, (14 – Special Edition).
5. ↑  Berriman, Ian. . SFX. 2006-05-28  [2012-04-29]. （原始内容存档于2010-08-30）.
6. ↑  Haque, Ahsan. . IGN. 2006-11-13  [2012-04-29]. （原始内容存档于2012-05-15）.
7. ↑  Hogan, Dek. . Digital Spy. 2006-05-28  [2012-04-29]. （原始内容存档于2013-12-03）.
8. ↑  Brook, Stephen. . The Guardian. 2006-07-10  [2012-05-29]. （原始内容存档于2012-10-18）.

## 外部連結
- "are you sitting comfortably" （页面存档备份，存于） – episode trailer
- Episode commentary by Ron Cook, Louise Page and Sheelagh Wells (MP3)
- "The Idiot's Lantern" episode homepage （页面存档备份，存于）
- "The Idiot's Lantern" 在 BBC《異世奇人》的主頁
- Maureen Lipman discusses filming this episode in The Guardian
- 互联网电影数据库上變臉的资料（英文）